# Tyrese Campbell
Tyrese Kai Campbell (Cheadle Hulme, 28 dicembre 1999) è un calciatore inglese, attaccante dello Sheffield Utd.

## Biografia
Suo padre Kevin è stato a sua volta un calciatore professionista.

## Caratteristiche tecniche
Attaccante che fa della progressione palla al piede la sua miglior dote, molto agile e rapido, possiede un'ottima tecnica. Inizialmente schierato come punta centrale, nelle ultime stagioni allo Stoke City date le sue caratteristiche è stato schierato come esterno destro, portando ottimi risultati, salvo poi tornare a giocare come unica punta una volta acquistato dallo Sheffield Utd

## Carriera

### Club
Cresciuto nel settore giovanile dello Stoke City, debutta in prima squadra il 24 febbraio 2018 giocando l'incontro di Premier League pareggiato 1-1 contro il Leicester City.

### Nazionale
Ha giocato nelle nazionali giovanili inglesi Under-17 ed Under-20.

## Statistiche
Statistiche aggiornate al 9 dicembre 2020.

### Presenze e reti nei club
| Stagione        | Squadra         | Campionato      | Campionato | Campionato | Coppe nazionali | Coppe nazionali | Coppe nazionali | Coppe continentali | Coppe continentali | Coppe continentali | Altre coppe | Altre coppe | Altre coppe | Totale | Totale | Totale |
| Stagione        | Squadra         | Comp            | Pres       | Reti       | Comp            | Pres            | Reti            | Comp               | Pres               | Reti               | Comp        | Pres        | Reti        | Pres   | Reti   |        |
| --------------- | --------------- | --------------- | ---------- | ---------- | --------------- | --------------- | --------------- | ------------------ | ------------------ | ------------------ | ----------- | ----------- | ----------- | ------ | ------ | ------ |
| 2017-2018       | Stoke City      | PL              | 4          | 0          | FACup+CdL       | 0               | 0               |                    | -                  | -                  |             | -           | -           | 4      | 0      |        |
| 2018-gen. 2019  | Stoke City      | FLC             | 3          | 0          | FACup+CdL       | 2+1             | 2+0             |                    | -                  | -                  |             | -           | -           | 6      | 2      |        |
| gen.-giu. 2019  | Shrewsbury Town | FL1             | 15         | 5          | FACup+CdL       | 0               | 0               |                    | -                  | -                  | EFL Trophy  | 0           | 0           | 15     | 5      |        |
| 2019-2020       | Stoke City      | FLC             | 33         | 9          | FACup+CdL       | 1+3             | 0               |                    | -                  | -                  |             | -           | -           | 37     | 9      |        |
| 2020-2021       | Stoke City      | FLC             | 16         | 6          | FACup+CdL       | 0+3             | 0+1             |                    | -                  | -                  |             | -           | -           | 19     | 7      |        |
| Totale carriera | Totale carriera | Totale carriera | 71         | 20         |                 | 10              | 3               |                    | -                  | -                  |             | -           | -           | 81     | 23     |        |